# ATA iSpec 2200
ATA iSpec 2200 ist ein Standard der Air Transport Association, der seit seiner Veröffentlichung im Jahr 2000 als Nachfolger von Spec 100 und Spec 2100 die technische Dokumentation in der Luftfahrt-Industrie regelt.
Schritt für Schritt setzt sich das neue Regelwerk für die technische Dokumentation in der Luftfahrt-Industrie durch. Auch führende europäische Hersteller fordern für neue Verkehrsflugzeuge die Dokumentation nach ATA iSpec 2200. Der neue Standard bringt nicht nur enorme Rationalisierungspotenziale mit sich, die Umstellung erfordert auch neue Werkzeuge (Software) und Methoden. Denn die ATA iSpec 2200 setzt zur Definition der Handbuchstrukturen und als Grundlage für den Datenaustausch zwischen Unternehmen auf die Metasprache SGML.

## Geschichte
ATA Spec 100 wurde 1956 offiziell veröffentlicht.
ATA Spec 2100 legte den Fokus auf elektronischen Datenaustausch implementiert in SGML.
iSpec 2200 wurde im Jahre 2000 veröffentlicht. Die iSpec 2200 ersetzte die Spec 100 und die Spec 2100.

„In 2000, ATA Spec 100 and ATA Spec 2100 were replaced by ATA iSpec 2200: Information Standards for Aviation Maintenance. ATA Spec 100 and Spec 2100 are no longer updated.“

„Im Jahr 2000 wurden ATA Spec 100 und ATA Spec 2100 durch ATA iSpec 2200: Information Standards for Aviation Maintenance ersetzt. ATA Spec 100 und Spec 2100 werden nicht mehr aktualisiert.“

## Nummerierungssystem
Darin wird ein Flugzeug zunächst in Systeme unterteilt und dann bis zum kleinsten Einzelteil durchnummeriert. Eine Vielzahl von Dokumentationswerken – von der Systembeschreibung bis zum Handbuch für die Flieger-Crew – steht am Ende des Prozesses. Ein- und dieselbe Information wird hier jeweils zielgruppengerecht aufbereitet – ein möglicher Ansatzpunkt für Kosten sparende Verarbeitungsmethoden.

## Vorteile
Die SGML-gestützte Dokumentation ermöglicht es nicht nur, Informationen verschiedener Hersteller problemlos in das eigene System einzubinden. Auch lässt sich die Information mit dem eigenen Layout gestalten.
- mehr Qualität
- mehr Effizienz
- geringere Kosten durch Einheitlichkeit